# Bylgides acutiseris
Bylgides acutiseris är en ringmaskart som beskrevs av Loshamn 1981. Bylgides acutiseris ingår i släktet Bylgides och familjen Polynoidae. Inga underarter finns listade i Catalogue of Life.